# Rancourt (Somma)
Rancourt – miejscowość i gmina we Francji, w regionie Hauts-de-France, w departamencie Somma.
Według danych na rok 2011 gminę zamieszkiwało 191 osób, a gęstość zaludnienia wynosiła 66 osób/km² (wśród 2293 gmin Pikardii Rancourt plasuje się na 854. miejscu pod względem liczby ludności, natomiast pod względem powierzchni na miejscu 1061.).